# 琳赛·瓦格纳

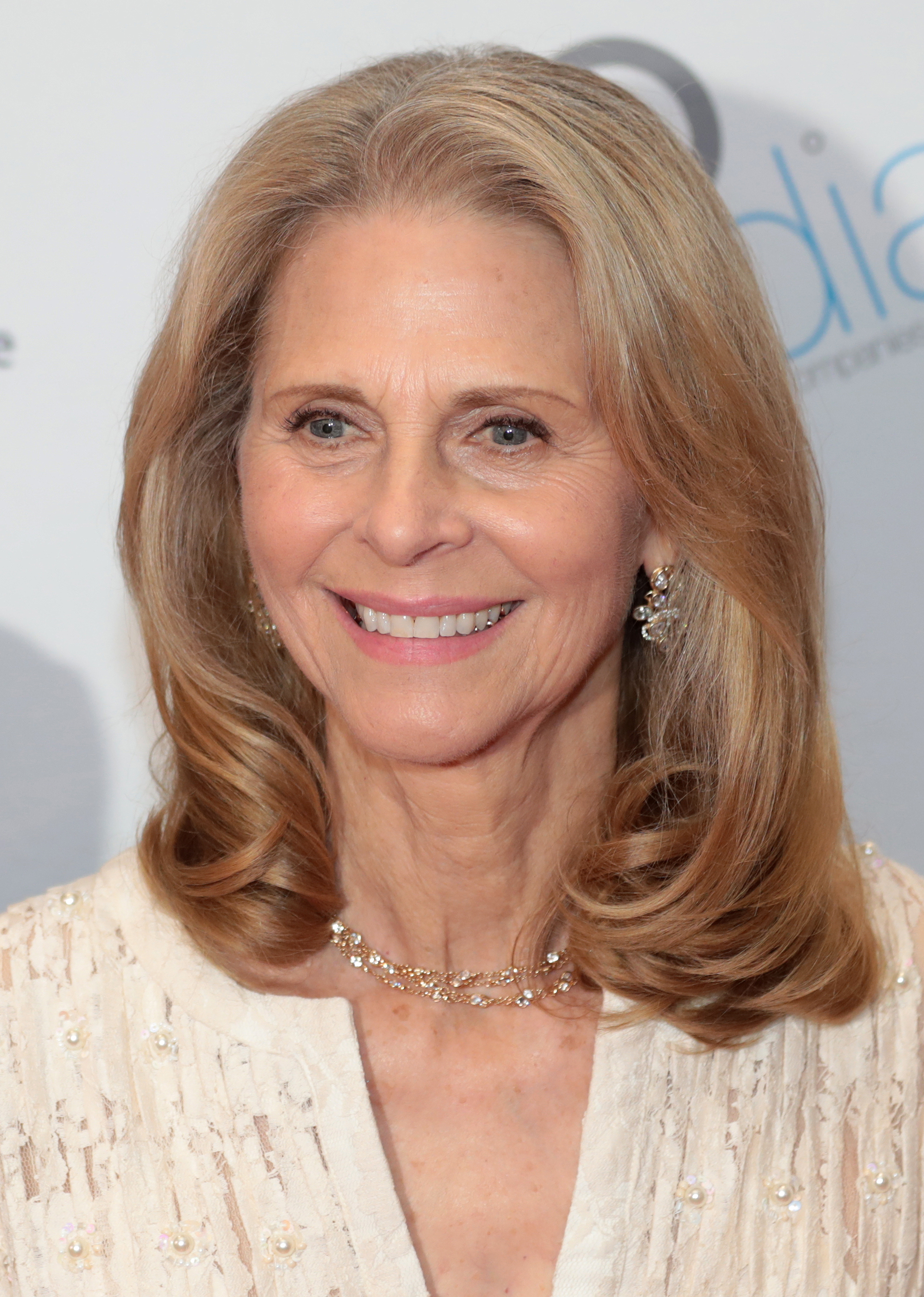

琳赛·瓦格纳（英語：Lindsay Wagner，1949年6月22日—），女，美国演员。曾获得黄金时段艾美奖戏剧类电视系列剧最佳女主角。